# فلافيو ديفيد كايسيدو
فلافيو ديفيد كايسيدو (29 فبراير 1988 بإسمرالداس في الإكوادور - ) هو لاعب كرة قدم إكوادوري في مركز الوسط. شارك مع منتخب الإكوادور لكرة القدم. أما مع النوادي، فقد لعب مع برشلونة جواياكويل ونادي ديبورتيفو إل ناسيونال ونادي مانتا لكرة القدم ونادي ديلفين.

## وصلات خارجية
- فلافيو ديفيد كايسيدو على موقع قاعدة بيانات كرة القدم.إي يو (الإنجليزية)
- فلافيو ديفيد كايسيدو على موقع ناشيونال فوتبول تيمز (الإنجليزية)
- فلافيو ديفيد كايسيدو على موقع Soccerway.com (الإنجليزية)
- فلافيو ديفيد كايسيدو على موقع AS.com (الإسبانية)